# Hemerobius aquaticus
Hemerobius aquaticus là một loài côn trùng trong họ Hemerobiidae thuộc bộ Neuroptera. Loài này được Retzius miêu tả năm 1783.